# 최진솔
최진솔(2000년 1월 17일 ~)은 대한민국의 가수다. 2020년 싱글 《Lighter》로 정식 데뷔했다.

## 방송
- 내일은 국민가수 (2021) - Top25(19위)
- 언더커버 (2025) - Top60

## 음반
- 제발 그 남자 만나지 마요 OST Part.4 (2020)
- Lighter (2020)
- 제발 그 남자 만나지 마요 OST (2021)
- 야누스(Angel or Demon) (2021)
- 국민가수 마스터 예심 PART1 (2021)
- 멜론 씹어먹기 PART. 1 (이 세상 모든 부모님께 바치는 노래) (2021)
- 국민가수 팀 미션 PART2 (2021)
- 멜론 씹어먹기 PART. 2 (그 시절, 우리들의 사랑 이야기) (2021)
- 국민가수 메들리 팀미션 단체전 (2021)